# Tank
Tank es una banda británica de heavy metal formada en 1980 por Algy Ward, un exmiembro de The Damned.La banda se considera parte de la nueva ola del heavy metal británico, que se caracteriza por una voz ruda y unos elementos que aún no renuncian al punk.

## Inicio
Su álbum debut de 1982, Filth Hounds of Hades, fue muy bien recibido tanto por los fanes del metal y punk como por críticos que lo catalogaron como uno de los mejores álbumes de la nueva ola del movimiento de heavy metal británico. El crítico de Allmusic, Eduardo Rivadavia, describió como "el mejor álbum de Tank y calificándolo como un elemento esencial en la colección de discos de cualquier fan del metal de la década de 1980".
Por desgracia, como fue el caso de muchas otras bandas de NWOBHM, Tank nunca fue capaz de construir sobre lo prometido por su primer álbum. La banda luchó durante años a través de cambios en la alineación y la mala fortuna comercial, pero finalmente se disolvió en 1989. Ward resucitó a la banda en 1997 mediante actuaciones en Europa y Japón durante un par de años. Un nuevo álbum, Still At War, surgió en 2002. En agosto de 2006 Ward informó de que estaba dando los toques finales en el álbum de demos para el próximo tanque, Sturmpanzer. El sitio web de la banda en 2009, sigue a la lista de la fecha de lanzamiento de un nuevo álbum llamado "TBA".
El 20 de diciembre de 2008, una nueva formación fue anunciada en el sitio web de Tank. Los guitarristas Mick Tucker y Cliff Evans se unieron como integrantes al baterista  Mark Brabbs y el bajista Chris Dale. Algy Ward fue reemplazado por el excantante de Rainbow Doogie White. Sin embargo, como el escritor principal y la fuerza creativa detrás de la banda, Ward se reserva los derechos de autor a la marca TANK. Actualmente está trabajando en una autobiografía.Alasdair Mackie "Algy" Ward fallece el  17 de mayo de 2023.

## Discografía

### Álbumes
- Filth Hounds of Hades - 1980 (1980,Kamaflage)
- Power of the Hunter - 1982 (1982, Kamaflage)
- This Means War (1983, Music for Nations)
- Honour & Blood (1984, Music for Nations)
- Tank - 1987(GWR)
- Still At War (2002, Zoom Club)
- War Nation (2012, Metal mind productions)
- Breath of the Pit (2013, 4Worlds Media)
- Valley of Tears (2015 Metal mind productions)

### Sencillos
- "Don't Walk Away" (1981, Kamaflage)
- "Stormtrooper" (1982, Kamaflage)
- "Turn Your Head Around" (1982, Kamaflage)
- "Crazy Horses" (1982, Kamaflage)
- "Echos of a Distant Battle" (1983, Music for Nations)

### Compilados / En vivo
- Armour Plated (1985, Rawpower)
- The Return of the Filth Hounds Live (1998, Rising Sun)
- War of Attrition (live '81) (2001, Zoom Club)
- The Filth Hounds of Hades - Dogs of War 1981-2002 (2007, Metal-Mind)